# Afrika Mkhize

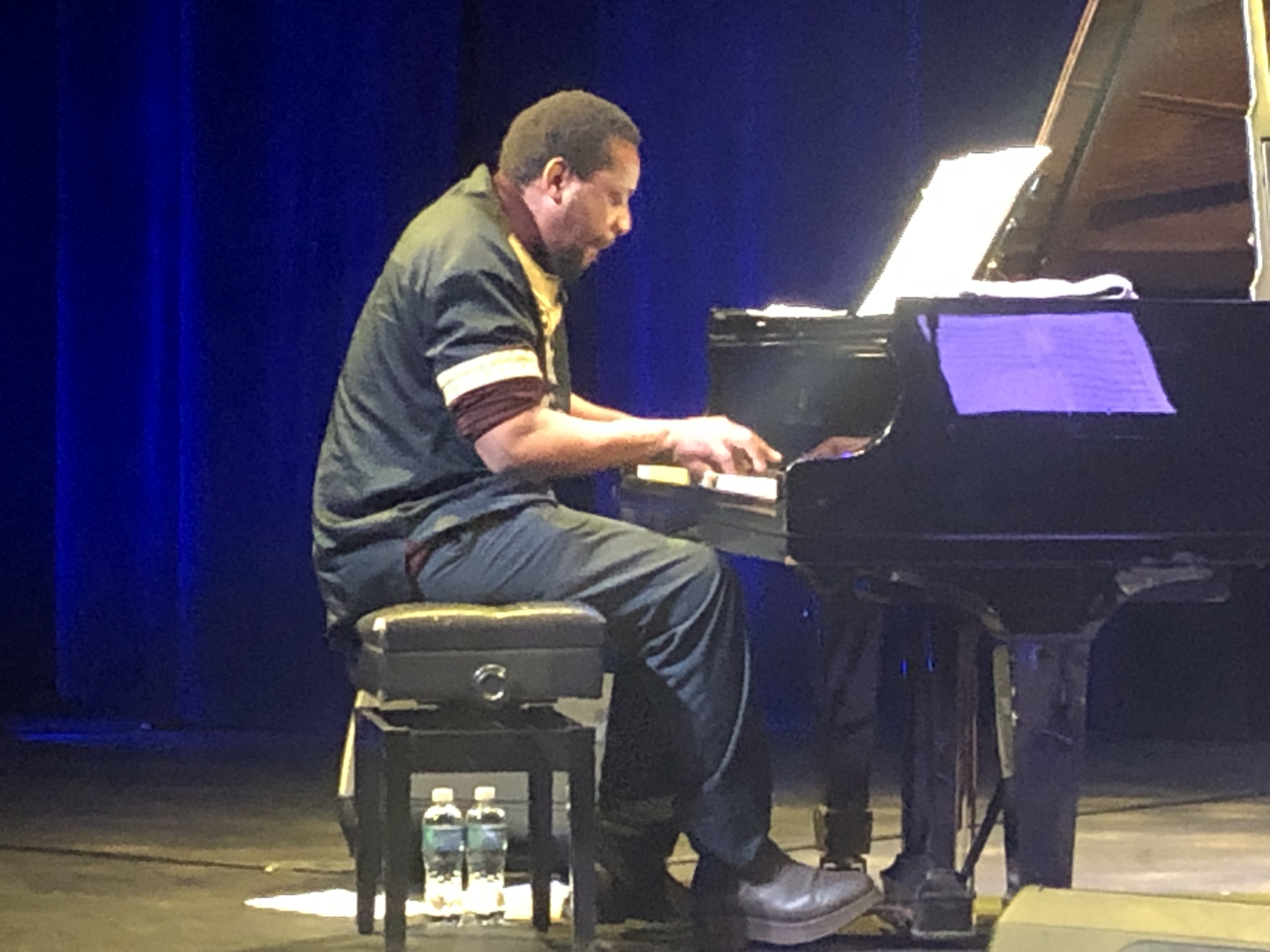
Afrika Mkhize bei einem Auftritt im Johannesburg Market Theatre (2023)

Afrika Mkhize (* um 1980) ist ein südafrikanischer Jazzpianist.

## Leben und Wirken
Afrika Mkhize, Sohn des Jazzpianisten Themba Mkhize, begann mit sechs Jahren Piano zu spielen; mit elf Jahren erhielt er klassischen Klavierunterricht an der Funda Centre Music School in Soweto. Bereits mit 15 Jahren konnte er seine Studien an der National School of the Arts fortsetzen; 1999 wechselte er zum Pretoria Technikon, wo er Jazz, Komposition und Arrangement studierte.
Seitdem arbeitete er als Pianist, Arrangeur und Musikproduzent in der südafrikanischen Jazzszene, u. a. mit Tlali Makhene, Themba Mkhize, Sibongile Khumalo, Kabelo, Nokukhanya Dlamini, Zim Ngqawana, Dorothy Masuka und Miriam Makeba, außerdem mit dem Johannesburg Philharmonic Orchestra im Projekt Jazz Meets Symphony Orchestra unter Leitung von Prince Lengoasa. Er wirkte bei Plattenaufnahmen von Vusi Mahlasela, Marcus Wyatt, Moses Khumalo und Adam Glasser mit. In Europa arbeitet er seit 2014 mit Ayanda Sikade und Ganesh Geymeier bzw. Javier Vercher in Bänz Oesters Gruppe Rainmakers (Playing at the Bird’s Eye, Unit 2014, Gratitude, Enja 2023). Tom Lord listet ihn im Bereich des Jazz zwischen 2000 und 2019 bei neun Aufnahmesessions.